# مسکیت (تگزاس)
مسکیت، تگزاس(به انگلیسی: Mesquite, Texas) شهری در ایالت تگزاس از ایالات جنوبی ایالات متحده آمریکا است. این شهر قسمتی از کلان‌شهر دالاس-فورت وورث است. در سرشماری سال ۲۰۰۰، جمعیت این شهر ۱۳۶۷۵۰ نفر اعلام شد.